# تيم بيرغن
تيم بيرغن (بالإنجليزية: Tim Bergin)‏ هو لاعب دوري الرغبي أيرلندي، ولد في 29 يوليو 1985 في Abbeyleix ‏ في جمهورية أيرلندا.